# Paranhammus marcipor
Paranhammus marcipor är en skalbaggsart som först beskrevs av Newman 1842.  Paranhammus marcipor ingår i släktet Paranhammus och familjen långhorningar.
Artens utbredningsområde är Filippinerna. Inga underarter finns listade i Catalogue of Life.